# Hundi

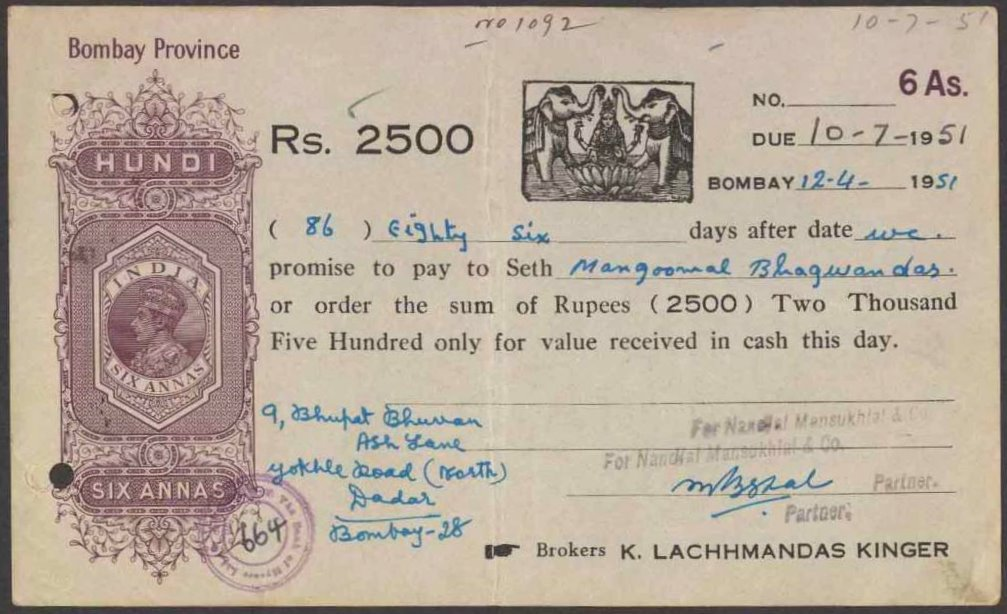
Un hundi por 2500 rupias de 1951, estampado en la provincia de Bombay con un sello fiscal preimpreso.

Hundi/Hundee es un instrumento financiero que se desarrolló en la India medieval para su uso en transacciones comerciales y crediticias. Los hundis se utilizan como una forma de instrumento de remesas para transferir dinero de un lugar a otro, como una forma de instrumento de crédito o pagaré para pedir dinero prestado y como una letra de cambio en las transacciones comerciales. El Banco de la Reserva de la India describe al hundi como "una orden incondicional por escrito hecha por una persona que ordena a otra que pague una determinada suma de dinero a una persona nombrada en la orden".

## Historia

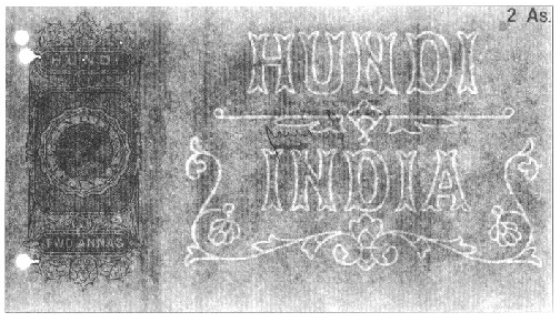
Los hundis emitidos por el gobierno incluían una marca de agua para evitar la falsificación.

Los hundis tienen una historia muy larga en la India. Los registros escritos muestran su uso al menos desde el siglo XII. El comerciante Banarasi Das, nacido en 1586, recibió de su padre un hundi por 200 rupias para que pudiera pedir dinero prestado para empezar a comerciar.
Durante la era colonial, el gobierno británico consideró el sistema hundi como local o tradicional, pero no informal. Se mostraban reacios a interferir con él, ya que formaba una parte tan importante de la economía india y también deseaban gravar las transacciones que tenían lugar dentro del sistema. Los formularios oficiales hundi se produjeron incorporando sellos fiscales con la imagen de los monarcas británicos, incluida la reina Victoria, y las disputas entre comerciantes a menudo ingresaban al sistema judicial, por lo que de ninguna manera el sistema era clandestino aunque no se llevara a cabo a través de los canales bancarios normales.

## Tipos de hundi
- Sahyog Hundi: Este es extraído por un comerciante sobre otro, pidiéndole a este último que pague la cantidad a un tercer comerciante. En este caso, el comerciante del que se extrae el hundi tiene cierta "solvencia crediticia" en el mercado y es conocido en el bazar. Un sahyog hundi pasa de una mano a otra hasta que llega al destinatario final, quien, después de consultas razonables, lo presenta al librado para que acepte el pago. Sahyog significa cooperación en hindi y gujrati, los idiomas predominantes[6] de los comerciantes. El hundi se llama así porque requería la cooperación de múltiples partes para garantizar que el hundi tenga un riesgo aceptable y una probabilidad bastante alta de ser pagado, en ausencia de un marco formalizado de seguimiento y presentación de informes crediticios.[7]
- Darshani Hundi: Este es un hundi pagadero a la vista. Debe presentarse para el pago dentro de un plazo razonable después de su recepción por parte del titular. Por lo tanto, es similar a una factura a la vista.[6]
- Muddati Hundi: Un muddati o miadi hundi se paga después de un período de tiempo específico. Esto es similar a una factura de tiempo.

Hay algunas otras variedades; Nam-jog hundi, Dhani-jog hundi, Jawabee hundi, Jokhami hundi, Firman-jog hundi, etc.
- Nam-jog hundi - tal hundi sólo se paga a la persona cuyo nombre se menciona en el Hundi. Tal hundi no puede ser respaldado a favor de ninguna otra persona y es similar a un proyecto de ley en el que se ha hecho un endoso restrictivo.
- Furman-jog Hundi - tal hundi puede pagarse a la persona cuyo nombre se menciona en el hundi o a cualquier persona que así lo ordene. Tal hundi es similar a un cheque pagadero en orden y no se requiere endoso sobre dicho hundi.
- Dhani-jog Hundi - cuando el hundi es pagadero al tenedor o al portador, se conoce como dhani jog hundi. Es similar a un instrumento pagadero al portador.
- Jokhim-Hundi - normalmente, un hundi es incondicional, pero un jokhim hundi es condicional en el sentido de que el librador promete pagar la cantidad del hundi sólo si se satisface una determinada condición. Tal hundi no es negociable, y la prevalencia de tales hundis es muy rara en estos días porque los bancos y las compañías de seguros se niegan a aceptar tales hundis.
- Jawabi Hundi - si el dinero se transfiere de un lugar a otro a través del hundi y la persona que recibe el pago debe dar un reconocimiento (jawab) por el mismo, entonces dicho hundi se conoce como Jawabi Hundi.
- Khaka Hundi - un hundi que ya ha sido pagado se conoce como Khaka Hundi.
- Khoti Hundi - En caso de que haya algún tipo de defecto en el hundi o en caso de que el hundi haya sido falsificado, dicho hundi se conoce como khoti hundi.